# Karl Alfred von Zittel
Karl Alfred von Zittel, född 25 september 1839 i Bahlingen vid Freiburg im Breisgau, död 5 januari 1904 i München, var en tysk geolog och paleontolog. Han var son till Karl Zittel.
von Zittel var först assistent vid Hovmineralkabinettet i Wien samt blev 1862 professor i mineralogi i Karlsruhe och 1866 professor i paleontologi i München samt 1880 även i geologi. År 1899 blev han president för bayerska vetenskapsakademien och generalkonservator för bayerska statens alla vetenskapliga samlingar. Han deltog som geolog i Gerhard Rohlfs expedition till Libyska öknen 1873–1874 och utgav en stor mängd viktiga arbeten, bland annat över Gosau-bildningarnas bivalvfauna, tithon-etagens fauna, Solnhofens reptiler samt Libyska öknens geologi och paleontologi. 
von Zittel var en framstående lärare i paleontologi och lockade under ett par decennier lärjungar från en rad länder till München, men fick än större betydelse genom sina handböcker och läroböcker. År 1876 började han utge Handbuch der Paläontologie, avslutad 1893, omfattande fyra band paleozoologi, vartill kom ett band paleobotanik (av Wilhelm Philipp Schimper och August Schenk). En förkortad upplaga, Grundzüge der Paläontologie (Paläozoologie), utkom 1895 (senare upplagor av Broili och Schlosser). Geschichte der Geologie und Paläontologie bis Ende des 19ten Jahrhunderts (1899), var den på sin tid främsta framställningen av den geologiska och paleontologiska vetenskapens utveckling. År 1894 tilldelades han Wollastonmedaljen.